# دریاچه موگیلنویه
دریاچه موگیلنویه (انگلیسی: Mogilnoye) یک دریاچه در استان مورمانسک کشور روسیه است.